# Gemeinsame Inspektionsgruppe der Vereinten Nationen
Die Gemeinsame Inspektionsgruppe der Vereinten Nationen (englisch Joint Inspection Unit of the United Nations, JIU) ist ein Nebenorgan der Vereinten Nationen mit Sitz in Genf in der Schweiz. 

## Geschichte
Während der ersten großen Finanzkrise der Vereinten Nationen in den 1960er Jahren beschloss die Generalversammlung der Vereinten Nationen auf ihrer 20. Sitzung die Gründung einer internen Gruppe unabhängiger Inspektoren zur Evaluierung der Arbeits- und Organisationsstrukturen innerhalb der UNO. Mit der am 12. Dezember 1965 verabschiedeten Resolution 2049 setzte die Generalversammlung einen Ad-hoc-Sachverständigenausschuss ein, der die Finanzlage der Vereinten Nationen und der Sonderorganisationen des gesamten Systems untersuchen sollte. Der Sachverständigenausschuss sprach sich dafür aus, die externen Kontrollen zu verstärken und eine zeitlich befristete gemeinsame Inspektionseinheit einzurichten, die Untersuchungen und Ermittlungen an Ort und Stelle durchführen sollte. Durch die Resolution 2150 vom 4. November 1966 der UN-Generalversammlung wurde dieser Vorschlag angenommen.
Am 1. Januar 1968 nahm die mittlerweile aus elf Mitgliedern bestehende Inspektionsgruppe ihre Arbeit auf. Die Existenz der JIU war zunächst auf vier Jahre terminiert. Ihr Mandat wurde in der folgenden Zeit durch verschiedene UN-Resolutionen mehrfach verlängert. Mit der Resolution 31/192 vom 22. Dezember 1976 wurde die JIU ab 1978 zu einer permanenten UN-Einrichtung.

## Zusammensetzung
Die JIU setzt sich aus maximal 11 Inspektoren, die aus unterschiedlichen Mitgliedsstaaten kommen müssen, zusammen. Die Mitglieder werden auf Vorschlag des Präsidenten der UN-Generalversammlung von der letzteren im Amt bestätigt. Die Amtsdauer beträgt fünf Jahre mit Möglichkeit der einmaligen Verlängerung. Jedes Jahr wählt das JIU aus den eigenen Reihen einen Vorsitzenden. Die Inspektoren werden in ihrer Arbeit durch einen Vorstandssekretär (excecutive secretary) und dessen nachgeordnetes Personal unterstützt.
Die JIU verfügt über weit reichende Vollmachten, um in ihren jährlichen Berichten dem Generalsekretär der Vereinten Nationen detaillierte Ratschläge für eine effizientere Regelung innerer Angelegenheiten geben zu können.